# إدارة كاوكا
إدارة كاوكا واحدة من 32 إدارة في كولومبيا، تقع في الجزء الجنوبي الغربي من البلاد، المواجهة للمحيط الهادئ غربا وعاصمة الإدارة بوبايان